# Ingvar Eriksson
Karl Ingvar Eriksson (Sundsvall, 1 de octubre de 1944-Estocolmo, 7 de enero de 2015) fue un deportista sueco que compitió en natación, especialista en el estilo libre. Ganó dos medallas de bronce en el Campeonato Europeo de Natación de 1966.

## Palmarés internacional
| Campeonato Europeo | Campeonato Europeo     | Campeonato Europeo | Campeonato Europeo |
| Año                | Lugar                  | Medalla            | Prueba             |
| ------------------ | ---------------------- | ------------------ | ------------------ |
| 1966               | Utrecht (Países Bajos) | Medalla de bronce  | 4 × 100 m libre    |
| 1966               | Utrecht (Países Bajos) | Medalla de bronce  | 4 × 200 m libre    |